# Bilbrook
Bilbrook – wieś w Anglii, w hrabstwie Staffordshire, w dystrykcie South Staffordshire. Leży 21 km na południe od miasta Stafford i 188 km na północny zachód od Londynu. W 2004 miejscowość liczyła 5174 mieszkańców.